# ارگانیک (آلبوم)
ارگانیک (۲۰۰۱) سومین آلبوم از رابرت مایلز است. این آلبوم را که او به‌طور مستقل بعد از خاتمه دادن به فعالیت شرکت آهنگسازی خود، آن را تهیه و ضبط کرده بود، استایلی بسیار متفاوت نسبت به دو آلبوم پیشینش داشت.

## بررسی کلی
ارگانیک در تابستان ۱۹۹۹ در Can Maresa در ایبیزیای اسپانیا تصنیف و ترکیب شد. سپس در طی ۱۷ ماه در استودیوهای Muchmoremusic لندن در طی سال‌های ۲۰۰۰ نا ۲۰۰۱ کار میکس کردن این آهنگ‌ها انجام گرفت. این آلبوم توسط خود رابرت مایلز و به وسیلهٔ شرکت Salt Records منتشر شد. این آلبوم همچنین از طریق شرکت‌های Narada, Shakti Records از آمریکا و DBX Record در دسترس است.

## لیست آهنگ‌ها
‎
1. "TSBOL" - ۳:۴۲
2. "Separation" – ۴:۳۰
3. "Paths" – ۳:۵۸
4. "Wrong" – ۵:۲۴
5. «It's All Coming Back» – ۴:۰۸
6. «Pour Te Parler» – ۴:۱۹
7. «Trance Shapes» – ۳:۵۳
8. "Connections" – ۴:۵۵
9. «Release Me» – ۷:۴۶
10. «Improvisations Part ۱» – ۷:۰۴
11. «Improvisations Part ۲» – ۵:۵۱
12. "Endless" – ۸:۰۰

‎

## پرسنل
همهٔ آهنگ‌های این آلبوم توسط رابرت مایلز (با نام اصلی Roberto Concina) نوشته شده‌اند. به جز آهنگ سوم این آلبوم که توسط رابرت مایلز و Smoke City (نینا می‌راندا، مارک براون، کریس فرانک) نوشته شده‌است.

## موزیکال
‎
- رابرت مایلز - Keyboard (از ۱ تا ۱۲)
- پول فالون -bass guitar (از ۱ تا ۲، ۴ تا ۸)
- نیتین ساهنی - گیتار برقی (۴، ۷)و nylon guitar (۶)
- بیل لاسول - fretless bass (از ۹ تا ۱۲)
- چیانی تریویسان - گیتار برقی (۲)
- تیلور مید - acoustic bass (۳، ۹)
- تریلوک گورتو - طبل و ضربت‌ها (۹ تا ۱۲)
- مارک گیلمور - طبل (۱، ۴، ۶ تا ۷)
- نینا می‌راندا - صدا (۳)
- دروبا گاش - sarangi (۳، ۹، ۱۲)
- The London Session Orchestra - 20-piece strings (on ۱, ۴, ۶)

‎

## تکنیکال
- رابرت مایلز
- نیک اینگمن
- تونی اکونومیدس
- مایکل فوسنکمپر